# Lago di Bertignano (Viverone) e stagno presso la strada per Roppolo
Lago di Bertignano (Viverone) e stagno presso la strada per Roppolo este o arie protejată (arie specială de conservare — SAC, sit de importanță comunitară — SCI) din Italia întinsă pe o suprafață de 160 ha, integral pe uscat.

## Localizare
Centrul sitului Lago di Bertignano (Viverone) e stagno presso la strada per Roppolo este situat la coordonatele 45°25′52″N 8°03′51″E / 45.4312°N 8.0642°E.

## Înființare
Situl Lago di Bertignano (Viverone) e stagno presso la strada per Roppolo a fost declarat sit de importanță comunitară în septembrie 1995 pentru a proteja 1 specie de plante și 23 de specii de animale. Situl a fost protejat și ca arie specială de conservare în noiembrie 2017.

## Biodiversitate
Situată în ecoregiunea continentală, aria protejată conține 8 habitate naturale: Păduri aluvionare cu Alnus glutinosa și Fraxinus excelsior (Alno-Padion, Alnion incanae, Salicion albae), Lacuri eutrofice naturale cu vegetație de tip Magnopotamion sau Hydrocharition, Fânețe de joasă altitudine (Alopecurus pratensis, Sanguisorba officinalis), Păduri de stejar sau de stejar și carpen sub-atlantice și medio-europene de Carpinion betuli, Păduri de Castanea sativa, Ape stătătoare oligotrofe până la mezotrofe, cu vegetație de Littorelletea uniflorae și/sau de Isoëto-Nanojuncetea, Râuri cu maluri nămoloase cu vegetație de Chenopodion rubri p.p. și Bidention p.p., Mlaștini turboase de tranziție și turbării mișcătoare.
La baza desemnării sitului se află mai multe specii protejate:
- plante (1): Marsilea quadrifolia
- păsări (17): rață mare (Anas platyrhynchos), porumbel gulerat (Columba palumbus), cioară grivă (Corvus cornix), Corvus monedula, ciocănitoare neagră (Dryocopus martius), lișiță (Fulica atra), găinușă de baltă (Gallinula chloropus), gaiță (Garrulus glandarius), stârc de noapte (Nycticorax nycticorax), viespar (Pernis apivorus), fazan (Phasianus colchicus), coțofană (Pica pica), guguștiuc (Streptopelia decaocto), turturică (Streptopelia turtur), graur (Sturnus vulgaris), mierlă (Turdus merula), sturz-cântător (Turdus philomelos)
- amfibieni (2): Pelobates fuscus insubricus, Triturus carnifex
- mamifere (1): liliacul mic cu potcoavă (Rhinolophus hipposideros)
- nevertebrate (2): Euplagia quadripunctaria, Ophiogomphus cecilia
- pești (1): Telestes muticellus

Pe lângă speciile protejate, pe teritoriul sitului au mai fost identificate 12 specii de plante, 4 specii de amfibieni, 9 specii de mamifere, 1 specie de nevertebrate, 4 specii de reptile.